# テストゥド

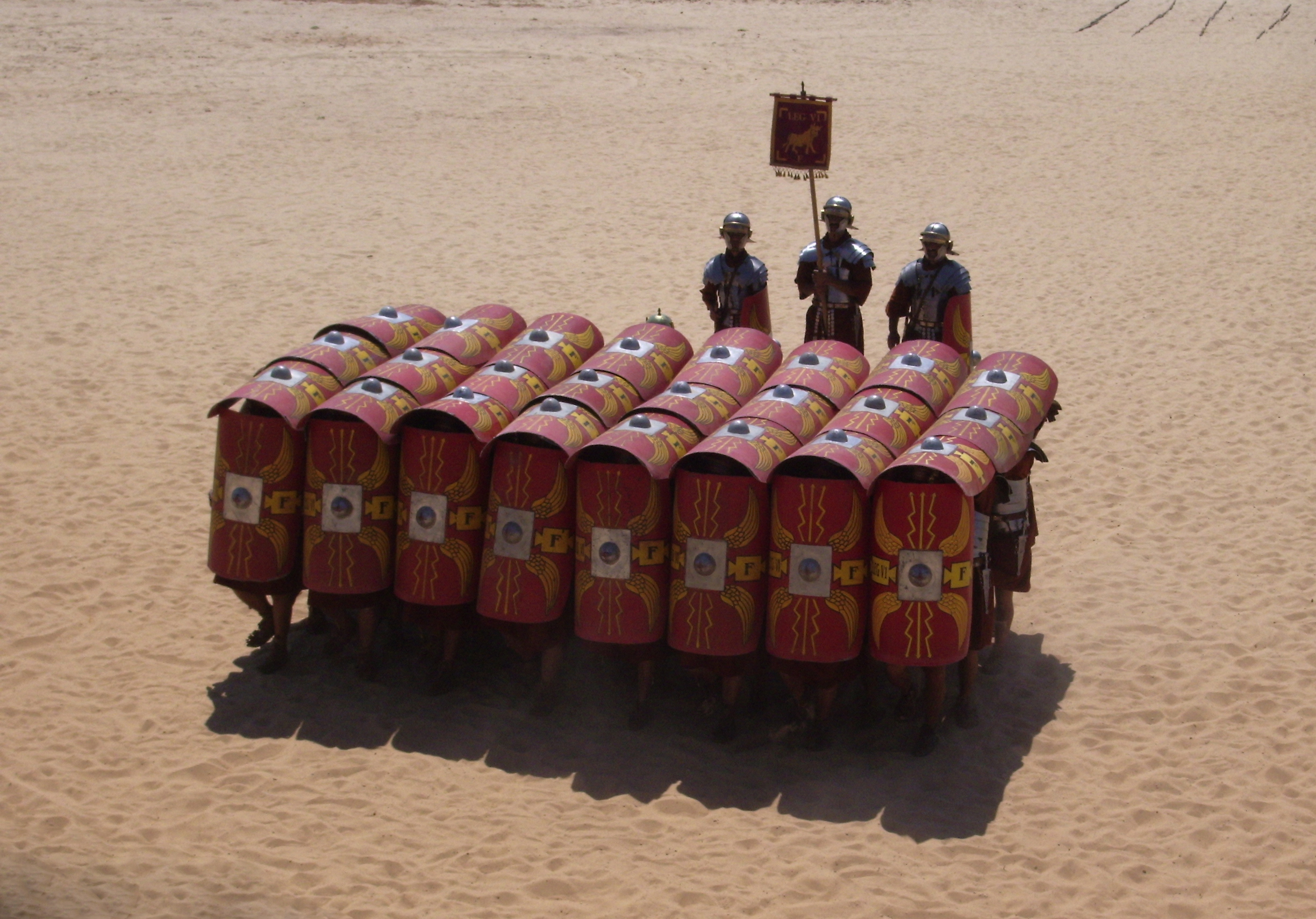
テストゥド

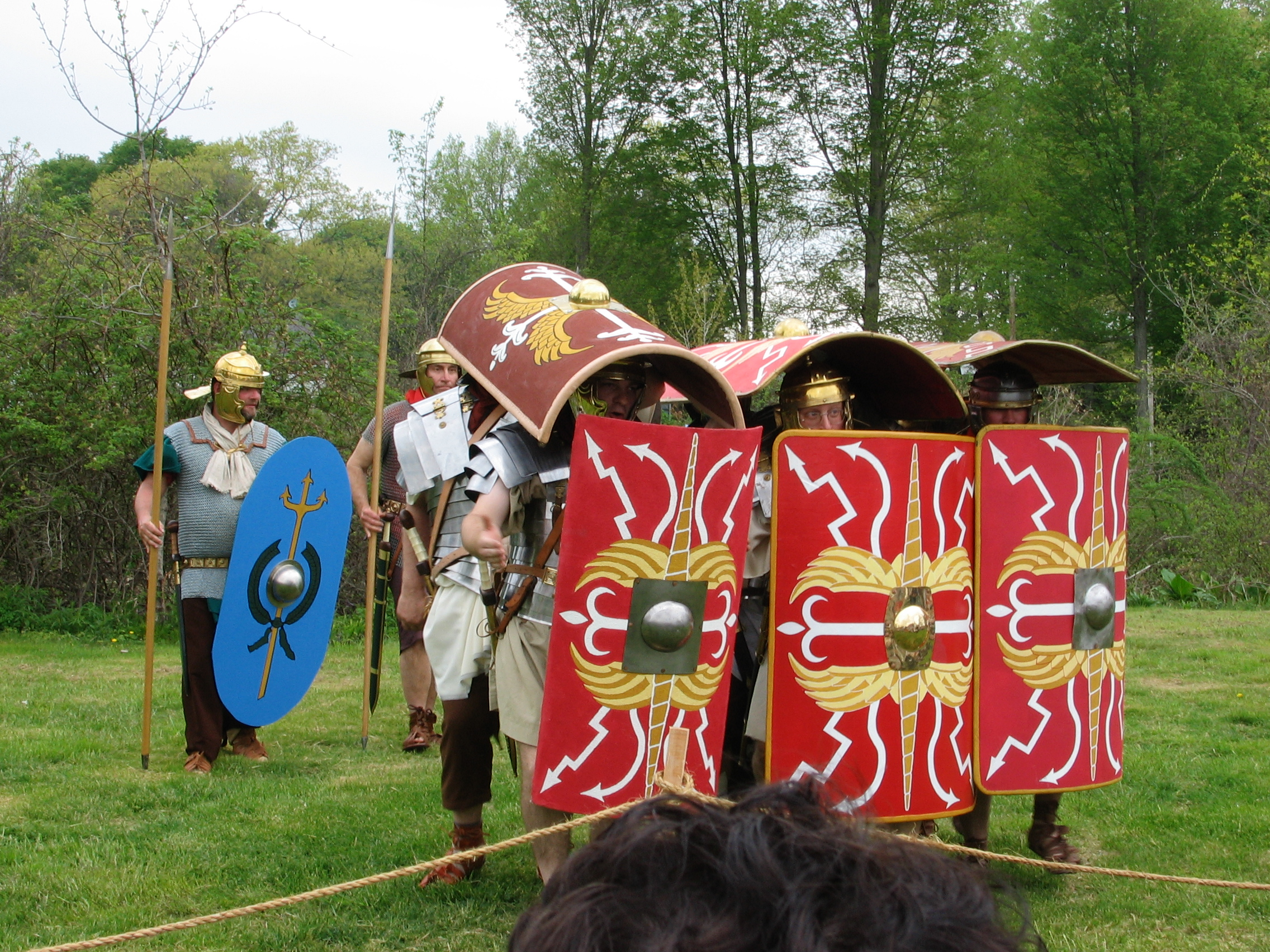
テストゥド

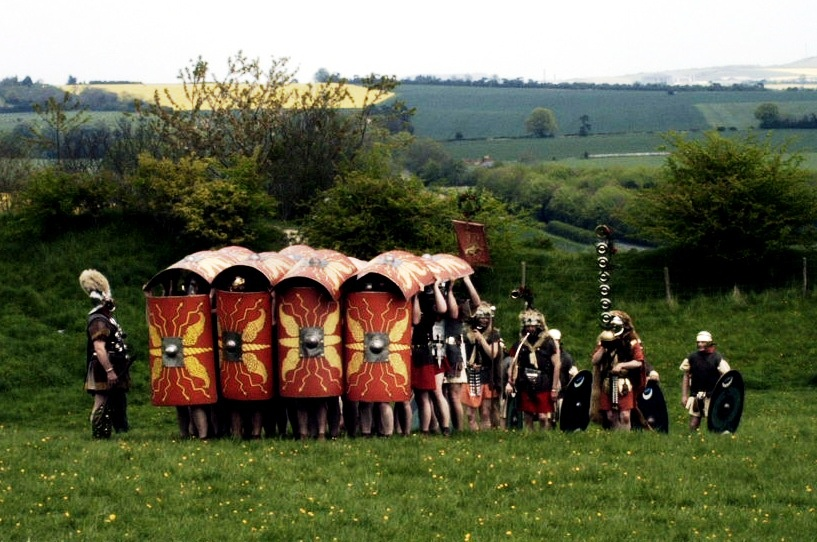
テストゥド隊列

テストゥド（羅: Testudo）とはローマ軍の歩兵戦術のひとつ。歩兵集団が密集した隊列で盾（スクトゥム）を前方、上方に掲げつつ対峙、移動する戦術。主に騎兵に対する防御あるいは攻城戦での突撃に用いられた。

## 隊列方法
『テストゥド』はラテン語で「亀」という意味である。その名の通り歩兵が互いに重なり合うほどに密集し、盾を掲げた姿は亀のようで、また行動も亀のようにゆっくりとしていた。テストゥドの形成方法は以下の通りである。
- 最前列の兵士は、盾がすねから顔までの間の高さに来るよう前方に盾を掲げ、前面を防御する。状況によっては左右両側面の兵士や最後方の兵士も同じように側面または後方を防御する。
- それ以外の兵士は盾を兜でバランスを取りながら上に掲げ、上方を防御する。

この状態で敵の攻撃に対峙、あるいは防御しつつゆっくりと移動した。

## 長所と短所
テストゥドは飛び道具に対して抜群の効果があり、歩兵は弓、投げ槍、投石での攻撃を恐れる事なく移動を続ける事ができた。
しかしながら、この隊列には欠点も多い。
- あまりにも密集した隊列のために通常の白兵戦は困難となる。
- この状態では迅速に移動できない。
- 最前列の兵士の顔とすねは無防備となる（写真のタイプのスクトゥムの場合）。
- 盾の強度を上回る貫通力を持つ武器に対しては隊列自体の効果がない。

といった欠点が挙げられる。
このようなテストゥドの欠点はカルラエの戦いで露呈し、結果としてローマ軍の敗北へとつながった。

## Gallery

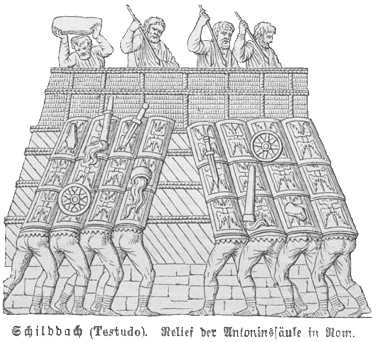
マルクス・アウレリウスの記念柱より
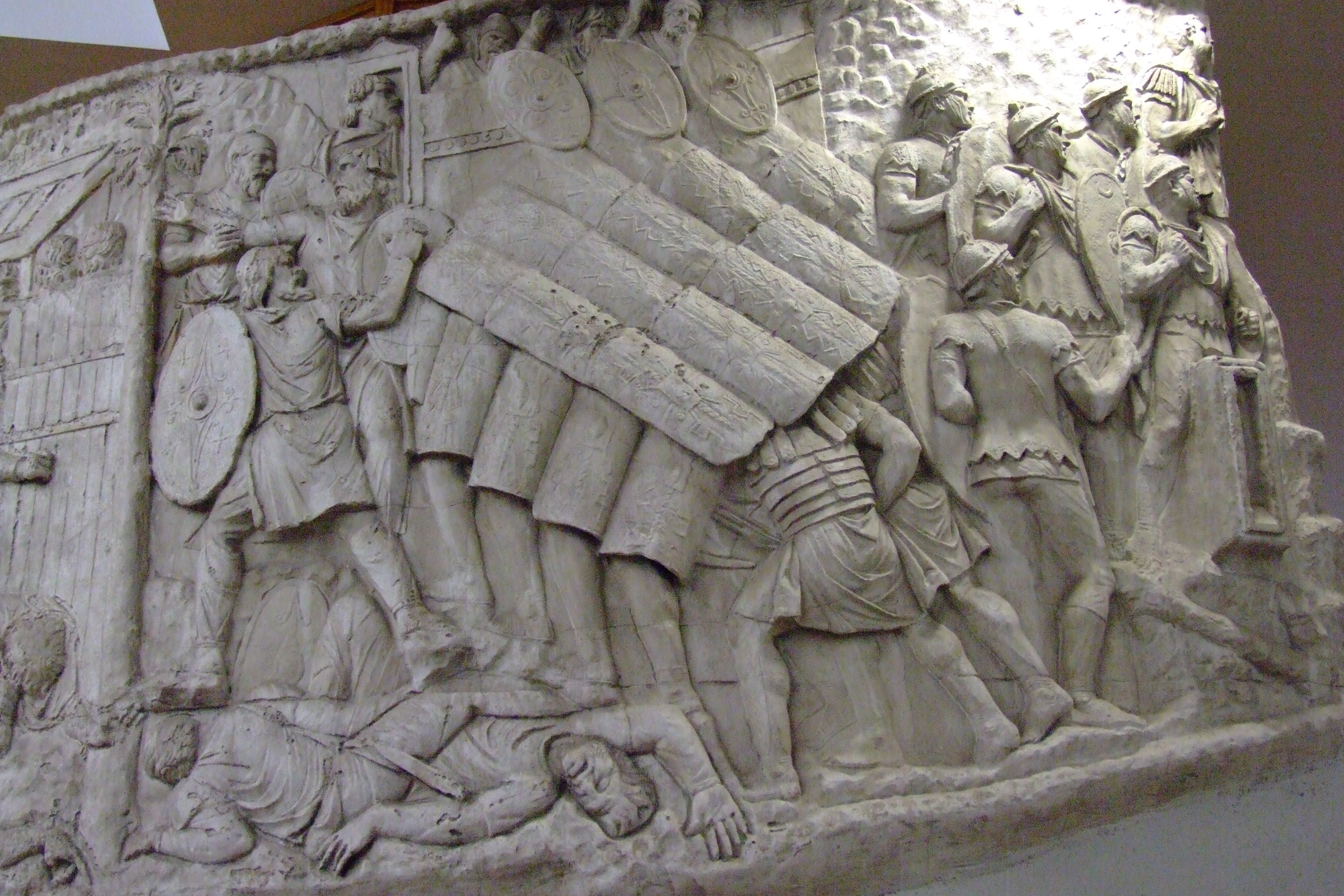
トラヤヌスの記念柱より
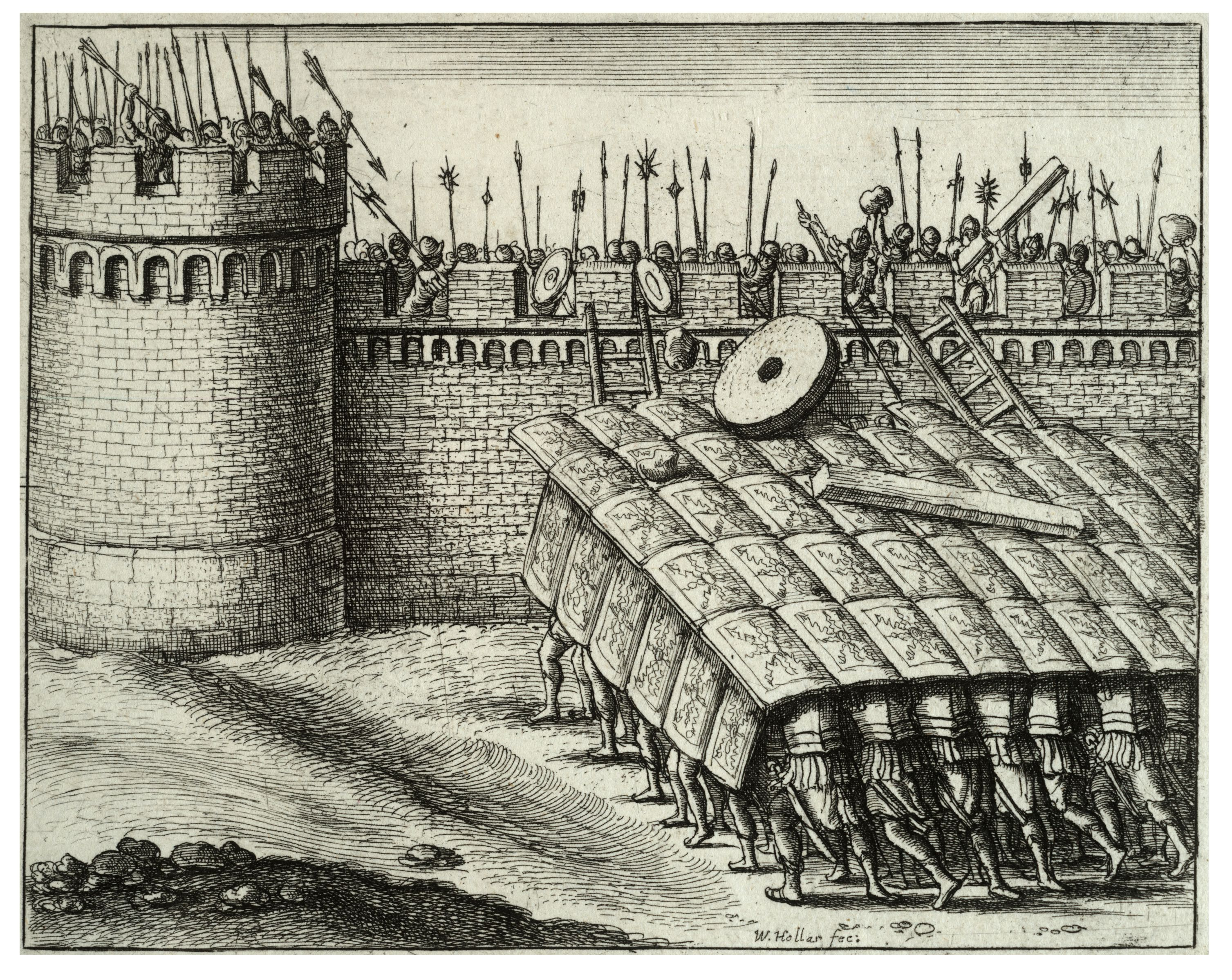
17世紀の絵画（ヴェンツェスラウス・ホラー）
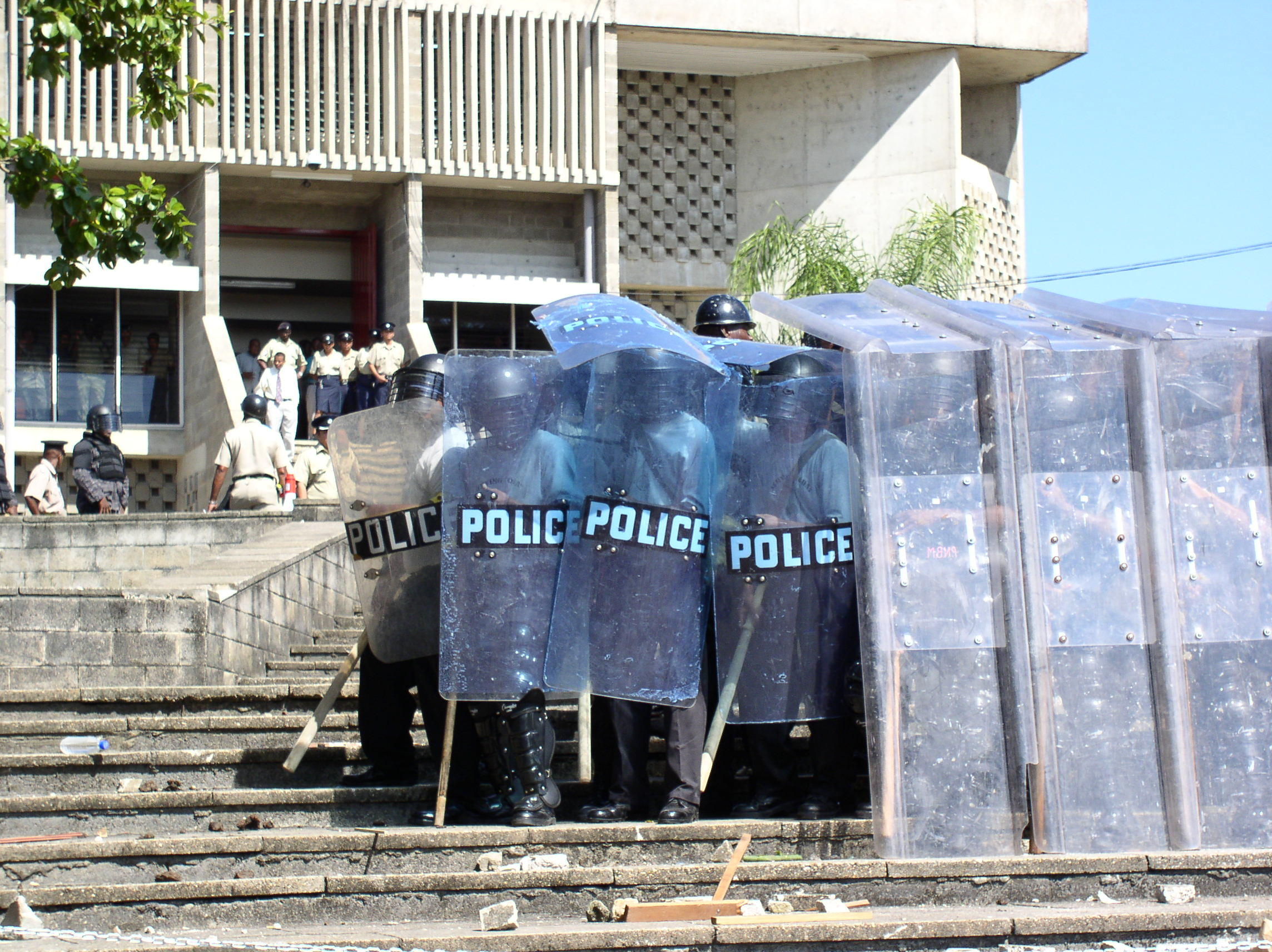
テストゥドの隊形をとる治安部隊（2005年、ベリーズ）